# Resolució 1837 del Consell de Seguretat de les Nacions Unides
La Resolució 1837 del Consell de Seguretat de les Nacions Unides fou adoptada per unanimitat el 29 de setembre de 2008. El Consell havia decidit ampliar els mandats de quatre jutges de la Cambra d'Apel·lacions, així com dels deu jutges permanents i 27 ad litem del Tribunal Penal Internacional per a l'antiga Iugoslàvia, fins al 31 de desembre de 2009 o abans, si s'acabessin els casos als quals se'ls va assignar més aviat.
En virtut del capítol VII de la Carta de les Nacions Unides, el Consell també va modificar els paràgrafs 1 i 2 de l'article 12 de l'Estatut del Tribunal sobre la composició de les seves cambres.